# Јулија Домна
Јулија Домна (лат. Iulia Domna, рођена око 170, умрла 217. године) била је жена цара Септимија Севера и мајка царева Гете и Каракале. Била је веома утицајна током свог живота.
Као и њена сестра Јулија Меза, Јулија Домна била је кћи Јулија Басијана, свештеника бога сунца Хелиогабала, заштитника града Емесе у римској провинцији Сирији
Током позних 180-их година, Јулија Домна се удала за Септимија Севера. По причи, Север, тада управник Лугдунске Галије, посебно је тражио да му она буде жена, иако је није познавао, ни њу ни њену породицу. То је учино зато што се ослањао на хороскоп, који је Јулији Домни предвиђао да ће бити краљица. Из тога брака родили су се Каракала (188) и Гета (189).
Када је Септимије Север постао цар 193. године и када је кренуо у рат против Песценија Нигера и Клодија Албина, Јулија Домна је пратила свог мужа у рату на Истоку. Тада су се појавили новци са легендом mater castrorum (грубо преведено: „мајка војничких логора"), што се односило на Јулију Домну. Од раних дана Јулија Домна је носила титулу Августа.
Као царица, Јулија Домна је била често мета интрига и сама је у њима учествовала. Ипак, цар је и даље имао пуно поверење у своју жену и водио ју је са собом када је ратовао у Британији 208. године. Када је Септимије Север 211. године у Јорку, Јулија Домна је покушала да помири своје синове Каракалу и Гету. Они су постали заједно цареви, по одлуци оца у тестаменту. Али, они су нису волели и убрзо је Каракала убио Гету.
У време самосталне Каракалине владе, његови односи са Јулијом Домном су били компликовани. Највероватније због тога што је и сам цар био умешан у братоубиство. Ипак, Јулија Домна је пратила Каракалу у ратовима против Парћани 217. године. Током овог пута, Каракала је био убијен. На вест о томе, Јулија Домна је извршила самоубиство. Касније је била деификована.